# Sean Kanan
Pour les articles homonymes, voir Kanan.
Sean Kanan est un acteur américain né le 2 novembre 1966 à Cleveland, dans l'Ohio (États-Unis).

## Biographie
Acteur surtout connu pour son personnage de Deacon Sharp dans la série télévisée “Amour, Gloire et Beauté” et “Mike Barnes” dans le film Karaté Kid 3 et la série Cobra Kai saison 5 et 6.

## Filmographie

### Cinéma
- 1988 : Hide and Go Shriek : John Robbins.
- 1989 : Karaté Kid 3 (The Karate Kid, Part III) : Mike Barnes.
- 1991 : Rich Girl : Jeffrey.
- 2000 : Crash Point Zero : Don Spengler.
- 2000 : Secret défense (The Chaos Factor) : Jay.
- 2001 : March : Julian March.
- 2001 : 10 Attitudes : Craig.
- 2003 : Chasing Holden : Alex Patterson.
- 2005 : Carpool Guy : Tom.
- 2006 : Sons of Italy : Michele Morri.
- 2007 : Fanatique (Hack!) : Vincent King.
- 2021 : Jeu de survie (Survive the Game) de James Cullen Bressack :  Ed
- 2021 : Killing Field (Fortress) de James Cullen Bressack : Vlad
- 2022 : Le Cercle des mensonges : Earl
- 2023 : Colonials : Zeke

### Séries télévisées
- 1987 : La Malédiction du loup-garou de Frank Lupo : Episode "Halloween".
- 1990 : Madame est servie S.6 E.19 "Un client plein de charme" (Take me back to the Ballgame) : Charlie Grant
- 1991 : Les Tronches (TV) : Todd Channing.
- 1991 : Perry Mason : L'Affaire du complot diabolique (Perry Mason: The Case of the Maligned Mobster) de Ron Satlof : Jeff Sorrento.
- 1993 : Perry Mason - Baiser mortel (Perry Mason: The Case of the Killer Kiss) de Christian I. Nyby II : Mark Stratton.
- 1993 : Notre Belle Famille : saison 3 épisode 10 : Michael
- 1993-1994, 1996, 2012-2014 : Hôpital central (General Hospital) : AJ Quatermaine.
- 1995 : Loïs et Clark : Les Nouvelles Aventures de Superman : saison 3 épisode 9 : Steve Law.
- 1996 : Une nounou d'enfer, saison 4 épisode 2 : Mike
- 1998 : Walker, Texas Ranger, saison 7 épisode 10 :   Brad Alt
- 1999 : Sunset Beach : Jude Cavanaugh
- 2000-2005, 2012, 2014-2017, depuis 2021 : Amour, Gloire et Beauté (The Bold and the Beautiful) : Deacon Sharpe
- 2009-2011, 2022 :  Les Feux de l'amour (The Young and the Restless) : Deacon Sharpe
- 2012 : Happily Divorced : Keith
- 2012 : Desperate Housewives : Jason
- 2019-2020 : Studio City de Timothy Woodward Jr. : Sam Stevens / Dr. Pierce Hartley.
- 2022 : Cobra Kaï : Mike Barnes (saison 5, invité saison 6)
- 2024 : Bloodhound : Agent spécial Chris Stone

## Distinctions

### Nominations
- 2002 : Daytime Emmy Awards du couple préféré dans une série télévisée dramatique Amour, Gloire et Beauté (The Bold and the Beautiful) (2000-2005) partagé avec Katherine Kelly Lang.
- 2005 : Soap Opera Digest Awards du meilleur acteur dans un second rôle dans une série télévisée dramatique Amour, Gloire et Beauté (The Bold and the Beautiful) (2000-2005).
- 47e cérémonie des Daytime Emmy Awards 2020 :
  - Meilleur acteur dans une série télévisée dramatique pour Studio City (2019-2020).
  - Meilleur scénario dans une série télévisée dramatique pour Studio City (2019-2020) partagé avec Lauren De Normandie (Scénariste), Timothy Woodward Jr. (Scénariste), Jason Antognoli (Scénariste) et Michele Kanan (Scénariste).
  - Meilleure série télévisée dramatique pour Studio City (2019-2020) partagée avec Timothy Woodward Jr. (Producteur exécutif), Lauren De Normandie (Producteur exécutif), Brian Levine (Producteur exécutif), Jason Antognoli (Producteur exécutif), Michele Kanan (Producteur), Zebulun Huling (Producteur) et Leah Aldarondo (Producteur).
- 48e cérémonie des Daytime Emmy Awards 2021 : Meilleur acteur dans une série télévisée dramatique pour Studio City (2019-2020).

### Récompenses
- 2020 : Indie Series Awards du meilleur acteur dans une série télévisée dramatique pour Studio City (2019-2020).
- 48e cérémonie des Daytime Emmy Awards 2021 : Meilleure série télévisée dramatique pour Studio City (2019-2020) partagée avec Timothy Woodward Jr. (Producteur exécutif), Lauren De Normandie (Producteur co-exécutif), Brian Levine (Producteur co-exécutif), Jason Antognoli (Producteur co-exécutif) et Michele Kanan  (Producteur superviseur).
- 2021 : LA Live Film Festival du meilleur acteur dans une série télévisée dramatique pour Studio City (2019-2020).